# مارك سميتون
 مارك سميتون  (1512 تقريبًا - 17 مايو 1536) موسيقي في بلاط هنري الثامن ملك إنجلترا في سكن الملكة آن بولين، وأحد خمسة رجال اتهموا وأعدموا بتهمة الخيانة والزنا مع الملكة آن، وهو الوحيد الذي اعترف بتلك التهمة، قيل تحت وطأة التعذيب. أعدم سميتون في برج لندن في 17 مايو 1536.